# John Harmon
Pour les articles homonymes, voir Harmon.
John Harmon (né le 30 juin 1905 à Washington, États-Unis, et mort le 6 août 1985 à Los Angeles, en Californie) est un acteur américain.

## Filmographie

### Télévision (incomplet)
- 1958-1960 : Au nom de la loi (Wanted Dead or Alive) (série télévisée) Saison 1 épisode 6 : Kinch
  - Saison 2 épisode 29 (Une femme dangereuse) : Hôtelier
- 1966 : Les Mystères de l'Ouest (The Wild Wild West), (série TV) - Saison 2 épisode 14, La Nuit de la Machine infernale (The Night of the Infernal Machine), de Sherman Marks : Moody
- 1967 : Star Trek, (série télévisée) - Saison 1 épisode 28, Contretemps de Joseph Pevney : Rodent
- 1968 : Star Trek, (série télévisée) - Saison 2 épisode 17, Une partie des actions de James Komack : Tepo
- 1968 : Le Virginien : saison 7 épisode 13 (Big Tiny) : Hastings
- 1969 : Le Virginien : saison 8 épisode 06 (The runaway) : Henry